# Embalse de los Bermejales
El embalse de los Bermejales se encuentra situado en el suroeste de la provincia de Granada, España, sobre el cauce del río Cacín. Está íntegramente en los términos municipales de Arenas del Rey y Fornes.

## Descripción
El pantano de los Bermejales está situado en el curso alto del río Cacín, donde convergen las aguas procedentes de la sierra de Almijara y Tejeda.
El embalse recoge las aguas de una cuenca de 307 km². La pluviosidad media de la cuenca es de 625 mm anuales, que viene a suponer una aportación media de unos 60 millones de m³ de agua anuales, aunque con la aportación posterior del trasvase del río Alhama, afluente del Cacín, a través de un túnel se aportan otros 17 millones de m³ aproximadamente.
El pantano, que  tiene  capacidad para 104 millones de m³, ha originado el área de los nuevos regadíos del Canal del Cacín, extendiéndose éstos a lo largo de la orilla izquierda del río Genil, ocupando unas tierras del antiguo secano que marcaban por esta orilla la separación entre la Vega de Granada y la de Loja. Con su construcción ha sido posible la unión de ambas de forma una banda continua entre Granada y Loja y ha supuesto el riego sobre 5709 ha.

## Historia
El embalse de los Bermejales entró en funcionamiento en 1958, aunque el proyecto de su construcción formaba ya parte del Plan de Obras Hidráulicas de 1902. En el Decreto de 11 de julio de 1941 se autorizó la ejecución, mediante subasta, de las obras del proyecto reformado del pantano. La ejecución de este pantano que tuvo un coste final de 160 millones de pesetas. Las obras no empezaron hasta 1947 y acabarían durante varios años.
Para su ordenación trabajaron conjuntamente el Ministerio de Obras Públicas y el Instituto Nacional de Colonización llevando a cabo una adaptación al regadío construyendo bancales, canales, tuberías, cámaras para riego por aspersión (estanques para agua), acequias, caminos, etc. transformando la estructura de la propiedad de las tierras y apareciendo nuevos pueblos de colonización como es el caso de Peñuelas, Fuensanta, Loreto y Romilla la Nueva.